# Carpelimus incertus
Carpelimus incertus är en skalbaggsart som först beskrevs av Thomas Casey 1889.  Carpelimus incertus ingår i släktet Carpelimus och familjen kortvingar. Inga underarter finns listade i Catalogue of Life.